# Villeneuve-sur-Lot
Villeneuve-sur-Lot (okc. Vilanuèva d'Òlt) je francouzské město v departementu Lot-et-Garonne v regionu Nová Akvitánie. V roce 2011 zde žilo 23 232 obyvatel. Je centrem arrondissementu Villeneuve-sur-Lot.

## Sousední obce
Bias, Castelnaud-de-Gratecambe, Monflanquin, Hautefage-la-Tour, Lédat, Penne-d'Agenais, Pujols, Saint-Aubin, Saint-Sylvestre-sur-Lot, Savignac-sur-Leyze, La Sauvetat-sur-Lède, Trentels

## Vývoj počtu obyvatel
Počet obyvatel